# Тимельовець вохристобокий
Тимельове́ць вохристобокий (Pterorhinus vassali) — вид горобцеподібних птахів родини Leiothrichidae. Мешкає у В'єтнамі, Лаосі і Камбоджі.

## Поширення і екологія
Вохристобокі тимельовці живуть в тропічних лісах і чагарникових заростях В'єтнаму, Лаосу і Камбоджі. Зустрічаються на висоті від 650 до 2000 м над рівнем моря. Вохристобокі тимельвці часто утворюють великі зграї до 50 птахів та приєднуються до змішаних зграй птахів. Сезон розмноження триває з березня по червень.